# Cauim
Cauim is een traditioneel bier dat zijn oorsprong vindt bij de inheemse bevolking in het Noorden van Brazilië.
Cauim is een gegiste drank die al in precolumbiaanse tijden werd gemaakt in Zuid- en Centraal-Amerika door de Indiaanse volkeren. Meestal wordt de drank gemaakt van gefermenteerde maniokwortels, maar er zijn ook varianten waarbij mais of rijst gebruikt wordt. Meestal wordt de zetmeelrijke maniok gekookt en tot pasteitjes gevormd, vervolgens weer gekookt en door toevoeging van vloeistof gevormd tot een puree die men laat gisten in grote potten.
De drank is ondoorzichtig en heeft een zure smaak en wordt warm of koud gedronken zowel als gewone drank als bij ceremonies maar nooit tijdens de maaltijd.